# The Silver Streak

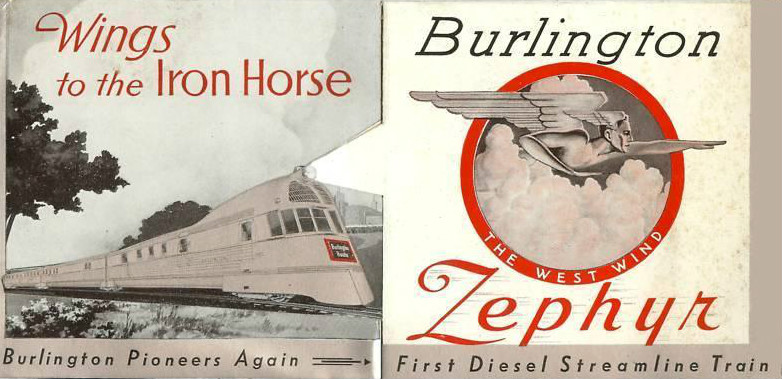
Material publicitário do Pioneer Zephyr, também conhecido como Burlington Zephyr, trem a diesel construído em 1934. Além de servir de inspiração, ele aparece no filme "personificando" o Silver Streak nas cenas exteriores.

The Silver Streak é um filme estadunidense de 1934 do gênero ação, dirigido por Thomas Atkins e estrelado por Sally Blane e Charles Starrett. Apesar dos historiadores Richard B. Jewell e Vernon Harbin classificarem o enredo como "o mais ultrajante do ano" e Leonard Maltin condenar o "elenco sem expressão" e o "ritmo pesado", as plateias simplesmente "passaram por cima das desenfreadas implausibilidades da história". Com isso, o filme gerou lucros de 107 000 dólares.
Menos de uma década mais tarde, Charles Starrett ficaria famoso ao protagonizar o justiceiro mascarado Durango Kid, cujas aventuras pelo Velho Oeste foram contadas em 65 faroestes B.
Em 1976, a 20th Century-Fox lançou outra produção com o mesmo título, porém o único elo entre ambas é o fato de o centro das atenções ser um trem expresso.

## Sinopse
Tom Caldwell, desacreditado idealizador do Silver Streak, um trem aerodinâmico super-rápido, deve conduzi-lo em uma viagem suicida de Chicago até uma pequena cidade do Nevada. Ele tem dezenove horas para completar o percurso de mais de 3000 km e entregar uma carga de pulmões artificiais ("pulmões de aço"), destinada às vítimas da epidemia de poliomielite que assola a região. Sem saber, ele leva junto um espião russo.

## Elenco
| Ator/Atriz               | Personagem       |
| ------------------------ | ---------------- |
| Sally Blane              | Ruth Dexter      |
| Charles Starrett         | Tom Caldwell     |
| Hardie Albright          | Allan Dexter     |
| William Farnum           | Barney J. Dexter |
| Irving Pichel            | Von Brecht       |
| Arthur Lake              | Crawford         |
| Theodore von Eltz        | Ed Tyler         |
| Guinn 'Big Boy' Williams | Higgins          |
| Edgar Kennedy            | Dan O'Brien      |
| Doris Dawson             | Molly            |
| Murray Kinnell           | Doutor Flynn     |
| Harry Allen              | McGregor         |
| Wilhelm von Brincken     | Veschensko       |